# Subportela
Subportela is een plaats (freguesia) in de Portugese gemeente Viana do Castelo en telt 1337 inwoners (2001).